# ابن رسام
ابن رسام (به عربی: ابن الرسام) (برگردان تحت‌الفظی: پسر نقشه‌کش) کیمیاگر، کاشی‌ساز و معرق‌کار مسلمان مصری بود که در دوره سلسلهٔ مملوک بحری (۱۲۵۰–۱۳۸۲ میلادی) می‌زیست.
گفته می‌شود که ابن رسام روش‌هایی را ابداع کرد و توانست مس را از انواع مرمر سبز استخراج کند. او همچنین رنگ نیلی سیر را با حرارت دادن مواد گوناکون به‌دست‌آورد. او و ابوالاشبه بن تمامِ شیمیدان (متوفی ۱۳۶۱ میلادی)، همکار بودند.